# Javonarxia triseptata
Javonarxia triseptata är en svampart som beskrevs av Subram. 1995. Javonarxia triseptata ingår i släktet Javonarxia, divisionen sporsäcksvampar och riket svampar.   Inga underarter finns listade i Catalogue of Life.